# Flagge von Montreal

Flagge von Montreal

Die Flagge von Montreal wurde erstmals im Mai 1939 gehisst. Sie zeigt die grundlegenden heraldischen Symbole des Montrealer Wappens: ein rotes symmetrisches Kreuz auf weißem Feld mit vier floralen Symbolen in den Ecken und einem im Zentrum. Die Flagge hat ein Seitenverhältnis von 1:2.
Die blaue Fleur-de-lys der Bourbonen steht für die Franzosen, die ersten europäischen Siedler der Stadt, und die Frankokanadier. Die rote Rose des Hauses Lancaster symbolisiert den englischen, die purpurne Distel den schottischen Bevölkerungsteil. Der grüne Shamrock, ein dreiblättriges Kleeblatt, ist das Zeichen des irischen Teils der Bevölkerung.
In der Mitte der Flagge wurde im September 2017 eine Weymouth-Kiefer als Symbol der fünf Stämme der Irokesen-Konföderation hinzugefügt.
Eine ähnliche Symbolik besitzt das Wappen Kanadas; auch hier kommen die vier floralen Symbole der ursprünglichen Flagge vor.